# Antimima levynsiae
Antimima levynsiae är en isörtsväxtart som först beskrevs av Harriet Margaret Louisa Bolus, och fick sitt nu gällande namn av Steven A. Hammer. Antimima levynsiae ingår i släktet Antimima och familjen isörtsväxter. Inga underarter finns listade i Catalogue of Life.